# Кемеровська область
Ке́меровська о́бласть — Кузба́с (також Ке́меровська о́бласть або Кузба́с, рос. Ке́меровская о́бласть — Кузба́сс) — область у південній частині Західного Сибіру, утворена 26 січня 1943. 
- Площа — 95,5 тис. км²
- Населення — 2600 тис. осіб. Щільність населення: 29,9 осіб/км² (2005), питома вага міського населення: 85,0 % (2005)
- Адміністративний центр області — місто Кемерово.
- Межує з Новосибірською і Томською областями, Алтайським і Красноярським краями, республіками Алтай і Хакасія.
- У Кемеровській області 20 міст, 19 районов.
- Більшість населения проживає в містах, є значні території з низькою щільністю населення.
Живуть росіяни, шорці, татари, українці, чуваші, німці.

Єдина область, що має другу офіційну назву.

## Географія
Більшу частину області займає Кузнецька улоговина, на заході — Салаїрський кряж, на сході — Кузнецький Алатау, на півдні — Гірська Шорія. Річки — Кондома, Мрас-Су, Том, Іня, Кія, Сари-Чумиш.
Кемеровська область розташована на південно-сході Західного Сибіру, займаючи відроги Алтаю — Саянської гірської країни. Довжина області з півночі на південь майже 500 км, із заходу на схід — 300 км. Більша різниця висот поверхні визначає різноманітність природних умов. Найвища точка — голець Верхній Зуб на кордоні з Республікою Хакасія — піднімається на 2178 м, найменша — 78 метрів над рівнем моря лежить у долині річки Млой на кордоні з Томською областю. По рельєфу територія області ділиться на рівнинну (північна частина), передгірні й гірські райони (Кузнецький Алатау, Салаїрський кряж, Гірська Шорія), міжгірну Кузнецьку улоговину.
У надрах області виявлені різноманітні корисні копалини: кам'яні й бурі вугілля, залізні й поліметалеві руди, золото, фосфорити, будівельний камінь і інші мінеральні ресурси. По сполученню й наявності природних багатств область можна назвати унікальної.
Клімат Кемеровської області континентальний: зима холодна й тривала, літо коротке, але тепле. Середні температури січня −17 … −20 °C, липня — +17 … +18 °C. Середньорічна кількість опадів коливається від 300 мм на рівнинах і в передгірній частині до 1000 мм і більше в гірських районах. Тривалість безморозного періоду триває від 100 днів на півночі області до 120 днів на півдні Кузнецької улоговини.
Річкова мережа належить басейну Обі й відрізняється значною густотою. Найбільші річки — Том, Кія, Іня, Яя. Озер в області небагато, в основному вони розташовані в горах і долинах річок. Самим унікальним за своїм характером є озеро Берчикуль.
Різноманітність рельєфу й клімату створює строкатість ґрунтового й рослинного покриву. Найбільшу площу займають різновиди дерено-підзолистих ґрунтів, у Кузнецькій улоговині переважають чорноземи, що володіють високою родючістю.

## Біологічне різноманіття
Рослинність досить різноманітна. На гірських вершинах зустрічаються рослини тундри й альпійських лугів, середнегір'я й нізкогір'я поростило «черню» — смереково-осиковими лісами з високотрав'ям і реліктовими рослинами. Передгір'я й міжгірські улоговини зайняті рослинністю степів і лесостепів. Острівцями зустрічаються соснові бори, а в Гірській Шорії й у басейні річки Кондоми в Кузедєєво є реліктовий гай сибірської липи.
З великих тварин живуть лось і олень благородний, сарна сибірська й північний олень, останній зустрічається тільки в горах Кузнецького Алатау. З хижих найхарактерніші ведмідь бурий, рись, росомаха. Промислове значення мають вивірка звичайна та ондатра, із птахів — глушець, орябок, тетерук.
Кемеровська область — найгустонаселеніша частина Сибіру. Росіяни становлять більше 90 % населення. З нечисленних народів в області проживають шорці, телеути, калмики, що зберегли свої культурні традиції.

## Історія

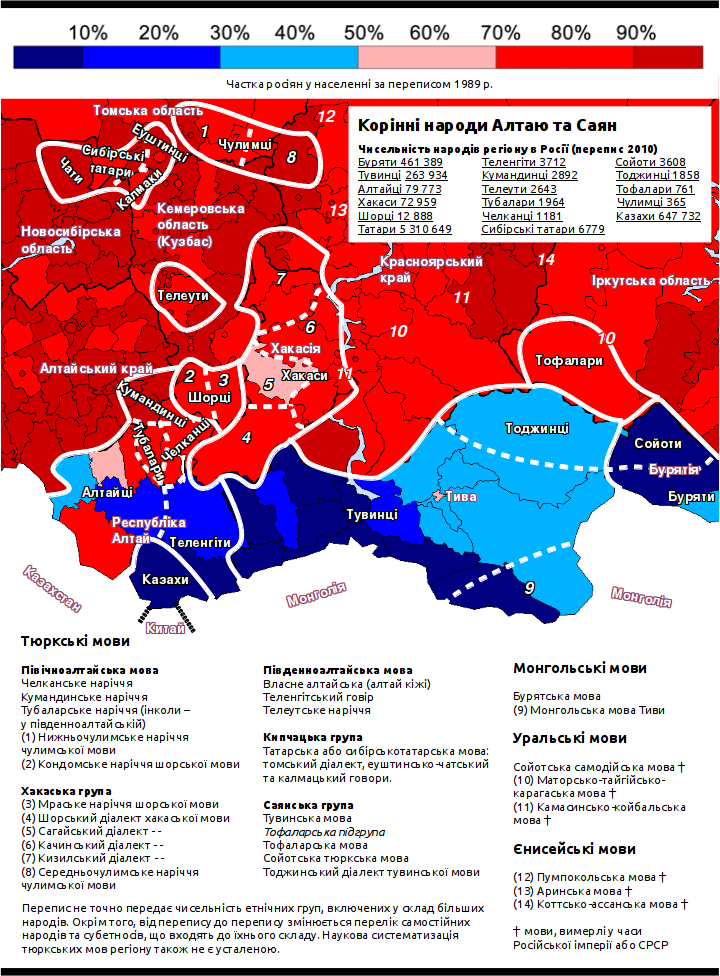
Етнографічна мапа Кемеровської області

Корінне населення — шорці й телеути. В 1618 почалося заселення території нинішньої Кемеровської області росіянами, з'явився Кузнецький острог. В 1721 році рудознатец Михайло Волков відкрив у районі сучасного м. Кемерово перше родовище вугілля. На початку XX століття починаються роботи зі створення вугільних і металургійних підприємств. В 1943 році Президія Верховної Ради СРСР ухвалив рішення щодо виділенні з Новосибірської області Кузбасу й про створення на його території Кемеровської області.

## Економіка області
На території області розвинена вугільна промисловість, найважливіші її центри — Прокоп'євськ із виробничим об'єднанням Прокопьевскуголь, Междурєченськ, Кемерово, Новокузнецьк, Осічняки. Шахти розташовані на більшій частині області. На півдні розвинена металургія й гірничодобувна промисловість (Новокузнецьк, Таштагол). Також в області є машинобудування (Юрга) й хімічна промисловість (Кемерово). Добре розвинені залізничний транспорт і теплова енергетика (Калтан, Миски).

### Вугільна промисловість
Кемеровська область має два вугільні басейни (більшу частину території займає Кузнецький кам'яновугільний басейн та промислове об'єднання Кузбассуголь, від Малинівки (селище, що входить в Осічняки), до районів Новосибірської області), і частина Кансько-Ачинського кам'яновугільного басейну. У рік добувається до 150 млн т кам'яного вугілля, найбільші підприємства розташовані в Междурєченські, Прокоп'євські й Кіселевські.

### Металургія
Металургія представлена кольоровий (Бєловський цинковий, і Новокузнецький алюмінієвий), і чорної (заводи в Новокузнецьку, Гур'євську, Юргі); ресурсна база — Теміртауське родовище, Шерегешськое родовище, Казьке й Таштагольськое родовище.

### Сільське господарство
Підприємства сільського господарства розташовані на півночі області й недалеко від міст. Є зовнішньоекономічні зв'язки із країнами СНД, ЄС, АСЕАН, також Китаєм, Монголією, Польщею, Німеччиною.

### Транспорт
По території проходить Транссиб, Південно-Кузбаська гілка Західно-Сибірської залізниці, міжнародні аеропорти Кемерово й Новокузнецьк-Спіченково, Прокоп'євський район.

## Адміністративно-територіальний поділ
Станом на 2022 рік Кемеровська область поділяється на 16 міських округів, 16 муніципальних округів та 2 муніципальних райони:
| № п/п | Район, округ, міський округ       | Площа, км² | Населення, осіб (2002) | Населення, осіб (2010) | Населення, осіб (2018) | Населення, осіб (2021) | Адміністративний центр | Поселення | Населені пункти |
| ----- | --------------------------------- | ---------- | ---------------------- | ---------------------- | ---------------------- | ---------------------- | ---------------------- | --------- | --------------- |
| 1     | Новокузнецький район              | 13039,60   | 50812                  | 50681                  | 50210                  | 51111                  | Новокузнецьк           | 6         | 134             |
| 2     | Таштагольський район              | 11446,02   | 57908                  | 55029                  | 52656                  | 50485                  | Таштагол               | 10        | 94              |
| 1     | Біловський округ                  | 3184,05    | 33382                  | 30204                  | 27083                  | 26052                  | Вишньовка              | -         | 47              |
| 2     | Гур'євський округ                 | 2180,29    | 49147                  | 43883                  | 39945                  | 37299                  | Гур'євськ              | -         | 31              |
| 3     | Іжморський округ                  | 3609,71    | 16476                  | 13517                  | 11148                  | 10198                  | Іжморський             | -         | 40              |
| 4     | Кемеровський округ                | 4300,24    | 39036                  | 45459                  | 46521                  | 46576                  | Кемерово               | -         | 71              |
| 5     | Кропивинський округ               | 6882,23    | 27658                  | 24533                  | 23229                  | 21967                  | Кропивинський          | -         | 33              |
| 6     | Ленінськ-Кузнецький округ         | 2356,12    | 27825                  | 23760                  | 21333                  | 21803                  | Ленінськ-Кузнецький    | -         | 68              |
| 7     | Маріїнський округ                 | 5606,84    | 62159                  | 57811                  | 54341                  | 51600                  | Маріїнськ              | -         | 56              |
| 8     | Прокоп'євський округ              | 3449,96    | 33705                  | 31442                  | 30833                  | 29989                  | Прокоп'євськ           | -         | 75              |
| 9     | Промишленнівський округ           | 3083,08    | 50125                  | 50106                  | 47280                  | 45843                  | Промишленна            | -         | 59              |
| 10    | Тісульський округ                 | 8083,60    | 28471                  | 25045                  | 20911                  | 18874                  | Тісуль                 | -         | 37              |
| 11    | Топкинський округ                 | 2773,56    | 49081                  | 44887                  | 43474                  | 41206                  | Топки                  | -         | 58              |
| 12    | Тяжинський округ                  | 3531,01    | 32782                  | 25597                  | 22265                  | 19352                  | Тяжинський             | -         | 42              |
| 13    | Чебулинський округ                | 3741,27    | 17971                  | 16348                  | 14460                  | 13494                  | Верх-Чебула            | -         | 29              |
| 14    | Юргинський округ                  | 2510,00    | 22779                  | 22448                  | 21273                  | 19867                  | Юрга                   | -         | 63              |
| 15    | Яйський округ                     | 2668,74    | 24982                  | 20383                  | 17682                  | 16008                  | Яя                     | -         | 40              |
| 16    | Яшкинський округ                  | 3483,80    | 33611                  | 30856                  | 27772                  | 26579                  | Яшкино                 | -         | 53              |
| 1     | Анжеро-Судженський міський округ  | 366,40     | 92557                  | 82497                  | 76217                  | 71547                  | Анжеро-Судженськ       | -         | 9               |
| 2     | Березовський міський округ        | 122,29     | 52794                  | 49510                  | 48273                  | 46250                  | Березовський           | -         | 3               |
| 3     | Біловський міський округ          | 218,95     | 159432                 | 134513                 | 127517                 | 121361                 | Білово                 | -         | 7               |
| 4     | Калтанський міський округ         | 98,45      | 25951                  | 21892                  | 30015                  | 29900                  | Калтан                 | -         | 5               |
| 5     | Кемеровський міський округ        | 294,80     | 529934                 | 532981                 | 558973                 | 557119                 | Кемерово               | -         | 1               |
| 6     | Кисельовський міський округ       | 292,00     | 110777                 | 103019                 | 95160                  | 87791                  | Кисельовськ            | -         | 6               |
| 7     | Краснобродський міський округ     | 132,60     | 15263                  | 14895                  | 14282                  | 13849                  | Краснобродський        | -         | 3               |
| 8     | Ленінськ-Кузнецький міський округ | 112,72     | 146050                 | 103938                 | 98254                  | 93582                  | Ленінськ-Кузнецький    | -         | 3               |
| 9     | Міждуріченський міський округ     | 7306,27    | 104645                 | 103946                 | 99025                  | 97344                  | Міждуріченськ          | -         | 12              |
| 10    | Мисківський міський округ         | 728,53     | 47021                  | 45375                  | 43519                  | 42215                  | Миски                  | -         | 15              |
| 11    | Новокузнецький міський округ      | 424,27     | 565680                 | 547904                 | 553638                 | 537480                 | Новокузнецьк           | -         | 1               |
| 12    | Осинниківський міський округ      | 85,34      | 67683                  | 60918                  | 47248                  | 44856                  | Осинники               | -         | 2               |
| 13    | Полисаєвський міський округ       | 49,29      | -                      | 30671                  | 29134                  | 28256                  | Полисаєво              | -         | 3               |
| 14    | Прокоп'євський міський округ      | 227,54     | 225898                 | 210130                 | 194084                 | 177819                 | Прокоп'євськ           | -         | 1               |
| 15    | Тайгинський міський округ         | 553,44     | 27255                  | 27424                  | 25363                  | 23558                  | Тайга                  | -         | 6               |
| 16    | Юргинський міський округ          | 44,81      | 85555                  | 81533                  | 81759                  | 79693                  | Юрга                   | -         | 1               |

## Найбільші населені пункти
Населені пункти з населенням понад 10 тисяч осіб:
| №  | Населений пункт     | Населення, осіб (2002) | Населення, осіб (2010) | Населення, осіб (2018) | Населення, осіб (2021) |
| -- | ------------------- | ---------------------- | ---------------------- | ---------------------- | ---------------------- |
| 1  | Кемерово            | 484754                 | 532981                 | 558973                 | 557119                 |
| 2  | Новокузнецьк        | 549870                 | 547904                 | 553638                 | 537480                 |
| 3  | Прокоп'євськ        | 224597                 | 210130                 | 194084                 | 177819                 |
| 4  | Міждуріченськ       | 101987                 | 101678                 | 97060                  | 96174                  |
| 5  | Ленінськ-Кузнецький | 112253                 | 101666                 | 96139                  | 92244                  |
| 6  | Кисельовськ         | 106341                 | 98365                  | 89867                  | 83431                  |
| 7  | Юрга                | 85555                  | 81533                  | 81759                  | 79693                  |
| 8  | Білово              | 82425                  | 76764                  | 72519                  | 68542                  |
| 9  | Анжеро-Судженськ    | 86480                  | 76646                  | 70476                  | 66583                  |
| 10 | Березовський        | 48299                  | 47279                  | 46215                  | 44073                  |
| 11 | Маріїнськ           | 42977                  | 40526                  | 38637                  | 40779                  |
| 12 | Осинники            | 51057                  | 46001                  | 42454                  | 40367                  |
| 13 | Миски               | 44435                  | 43038                  | 41379                  | 40109                  |
| 14 | Топки               | 31004                  | 28641                  | 27860                  | 27158                  |
| 15 | Полисаєво           | 28151                  | 27624                  | 26212                  | 25631                  |
| 16 | Тайга               | 24726                  | 25331                  | 23565                  | 22375                  |
| 17 | Гур'євськ           | 27381                  | 24817                  | 22872                  | 22134                  |
| 18 | Таштагол            | 23363                  | 23134                  | 23170                  | 21980                  |
| 19 | Калтан              | 25951                  | 21892                  | 20841                  | 21752                  |
| 20 | Промишленна         | 17654                  | 18045                  | 17635                  | 19484                  |
| 21 | Новий Городок       | 16765                  | 15750                  | 14785                  | 14691                  |
| 22 | Яшкино              | 15583                  | 14719                  | 13685                  | 12957                  |
| 23 | Бачатський          | 14990                  | 14402                  | 14029                  | 12729                  |
| 24 | Інський             | 13665                  | 12590                  | 12058                  | 12499                  |
| 25 | Краснобродський     | 11859                  | 11919                  | 11707                  | 11406                  |
| 26 | Грамотеїно          | 14366                  | 12996                  | 12271                  | 11217                  |